# Frickingen
Frickingen è un comune tedesco di 2 768 abitanti, situato nel land del Baden-Württemberg.